# Presidente Roca
Presidente Roca es una localidad argentina ubicada en el departamento Castellanos de la provincia de Santa Fe. Se encuentra sobre la ruta provincial 13, 14 km al oeste de Rafaela.
Fue fundada en 1882 por Guillermo Lehmann en tierras adquiridas a  los señores Quintana, Saguier y Egusquiza, y donde previamente existía la estancia Monte de los Negros. En 1897 se creó la comuna y 4 años más tarde se aprobó el trazado. Supo contar con una estación del tranvía a Rafaela. Cuenta con un importante templo católico dedicado a la Natividad de María Santísima. Lleva el nombre en homenaje al Presidente Julio Argentino Roca. Además de la agricultura y ganadería como principal actividad económica, la localidad es un sitio ideal para la promoción turismo rural, tanto por sus trabajos tradicionales como por el contacto con muchas de las especies típicas de la fauna del espinal En 2011 se inauguró la planta de agua potable.

## Población
Cuenta con 1,046 habitantes (Indec, 2010), lo que representa un incremento frente a los 980 habitantes (Indec, 2001) del censo anterior.
| Gráfica de evolución demográfica de Presidente Roca entre 1991 y 2010 |
|                                                                       |
| Fuente: Censos nacionales del INDEC                                   |

## Parroquias de la Iglesia católica en Presidente Roca
| Diócesis  | Rafaela   |
| --------- | --------- |
| Parroquia | San Roque |